# Нина Стојиљковић
Нина Стојиљковић (1. септембар 1996) француска је одбојкашица која игра на позицији техничара. Тренутно наступа за Ајдин Бујукшехир Беледијеспор и репрезентацију Француске.
Нина је српског порекла и њени родитељи су се такође бавили спортом.